# Дальс-Эд
Дальс-Эд (коммуна или муниципалитет) (швед. Dals-Ed Municipality) — это муниципалитет в округе Вестра-Гёталанд на западе Швеции с населением в 4756 человек, и находящийся на границе с Норвегией. Его столица находится в городе Эд.
Нынешний муниципалитет был образован в ходе реформы местного самоуправления 1952 года путем слияния шести бывших единиц. Реформа 1971 года не затронула его территорию.

## Местность
В коммуне есть только один населенный пункт с более чем 200 жителями — это город Эд.

## Туризм
Муниципалитет Дальс-Эд, расположенный в исторической провинции Дальсланд, имеет единый туристический девиз для Дальсланда, гласящий, что Дальсланд с его населением в 50 000 человек — это место, где человек не будет чувствовать себя переполненным. Это, пожалуй, больше всего подходит для Дальс-Эд, поскольку это самый малонаселенный муниципалитет в округе Вестра-Гёталанд с 5,8 жителями на квадратный километр.
Муниципалитет обещает спокойную обстановку. В природе насчитывается около 400 озер, в которых можно купаться, плавать на каноэ, ловить рыбу или совершать лодочные экскурсии. Здесь также есть несколько заповедников, а в муниципалитете растёт самая северная дубовая роща Швеции. Кроме того, на территории коммуны находится национальный парк Трестиклан.
В историческом плане Дальс-Эд представляет интерес для тех, кто интересуется древностью. Здесь расположено около 60 могильных полей и мест захоронений.
Шведский король Карл XII из Далс-Эда отправился в Норвегию где погиб у крепости Фредрикстен в Халдене.